# Cassio Mastini
Cassio Mastini (Spoleto, 15 gennaio 1914 – Cogul, 26 dicembre 1938) è stato un militare italiano, decorato con la medaglia d'oro al valor militare alla memoria nel corso della guerra di Spagna.

## Biografia
Nacque a Spoleto, provincia di Perugia, nel 1914, figlio di Augusto e Letizia Amici. Dopo aver lavorato per qualche tempo come idraulico, dal settembre 1934 prestò servizio militare nel Regio Esercito, assegnato al 30º Reggimento fanteria "Pisa". Venne progressivamente promosso caporale, caporal maggiore e sergente, e nel novembre 1935 fu trasferito al 14º Reggimento fanteria "Pinerolo". Inviato come volontario per combattere nella guerra di Spagna, sbarcò a Cadice il 10 febbraio 1937 e fu assegnato al plotone arditi del 1º Reggimento fanteria della 4ª Divisione fanteria "Littorio", nel quale ottenne la promozione a sergente maggiore dal 1º luglio 1938. Cadde in combattimento a Cogul il 26 dicembre 1938, e per onorarne il coraggio venne insignito della medaglia d'oro al valor militare alla memoria con Regio Decreto del 18 settembre 1939.

### Fonti
1. 1 2 3 4 5  Combattenti Liberazione.
2. ↑   Bollettino ufficiale delle nomine, promozioni e destinazioni negli ufficiali e sottufficiali del R. esercito italiano e nel personale dell'amministrazione militare, 1940,  p. 1439. URL consultato il 12 marzo 2022.
3. ↑  Medaglie d'oro al valor militare sul sito della Presidenza della Repubblica
4. ↑  Registrato alla Corte dei conti addì 21 ottobre 1939, registro 38 Guerra, foglio 325.